# Исконное слово
Иско́нное сло́во — слово языка, сохранившееся в первоначaльном лексическом значении с древних времён, входящее в основу словарного запаса данного языка. Примерами исконно русских слов являются: «ладья», «жизнь». Противоположностью исконным словам по происхождению являются заимствованные слова.
Некоторые диалектизмы и профессионализмы могут быть исконными словами для конкретного региона.

## Исконные слова и разделение «своё-чужое»
В языке с развитыми словоизменительными и словообразовательными средствами, например, в русском, ощущение «своих» и «чужих» слов не только зачастую не совпадает с их этимологией, но и «создаются довольно обширные группы [слов], относительно которых нельзя с достаточной уверенностью говорить как о заимствованных или как об образованных на русской почве». Например, «тесёмка, с тюркским по происхождению корнем, в русском языковом сознании не отличается от „исконной“ верёвки или бечёвки (стоит в одном словообразовательном ряду)». Е. В. Маринова приводит как пример заимствованное «аплодировать» и образованное от заимствованного корня в русском «инициировать».